# Jüdischer Friedhof (Telice)

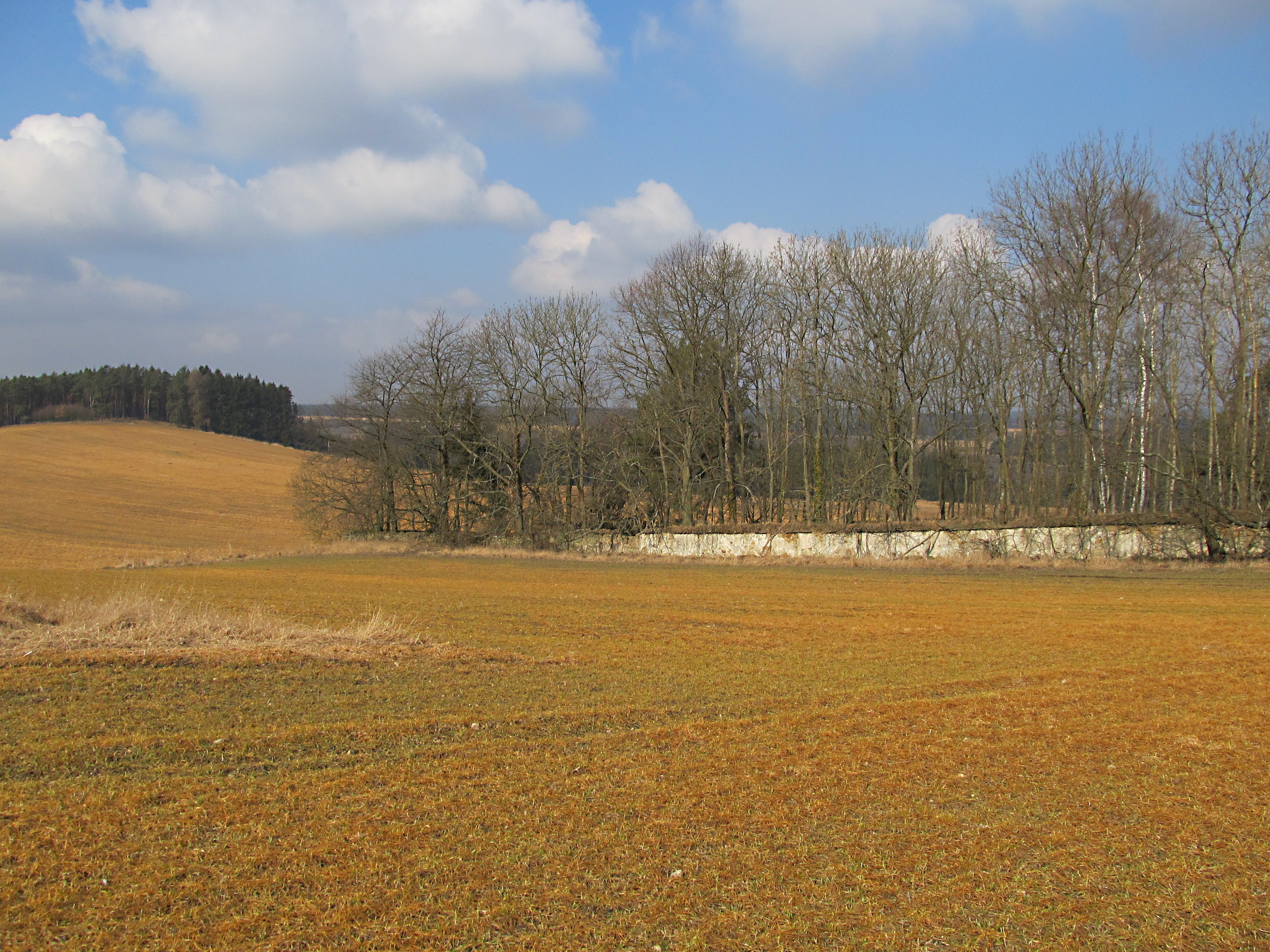
Jüdischer Friedhof in Telice

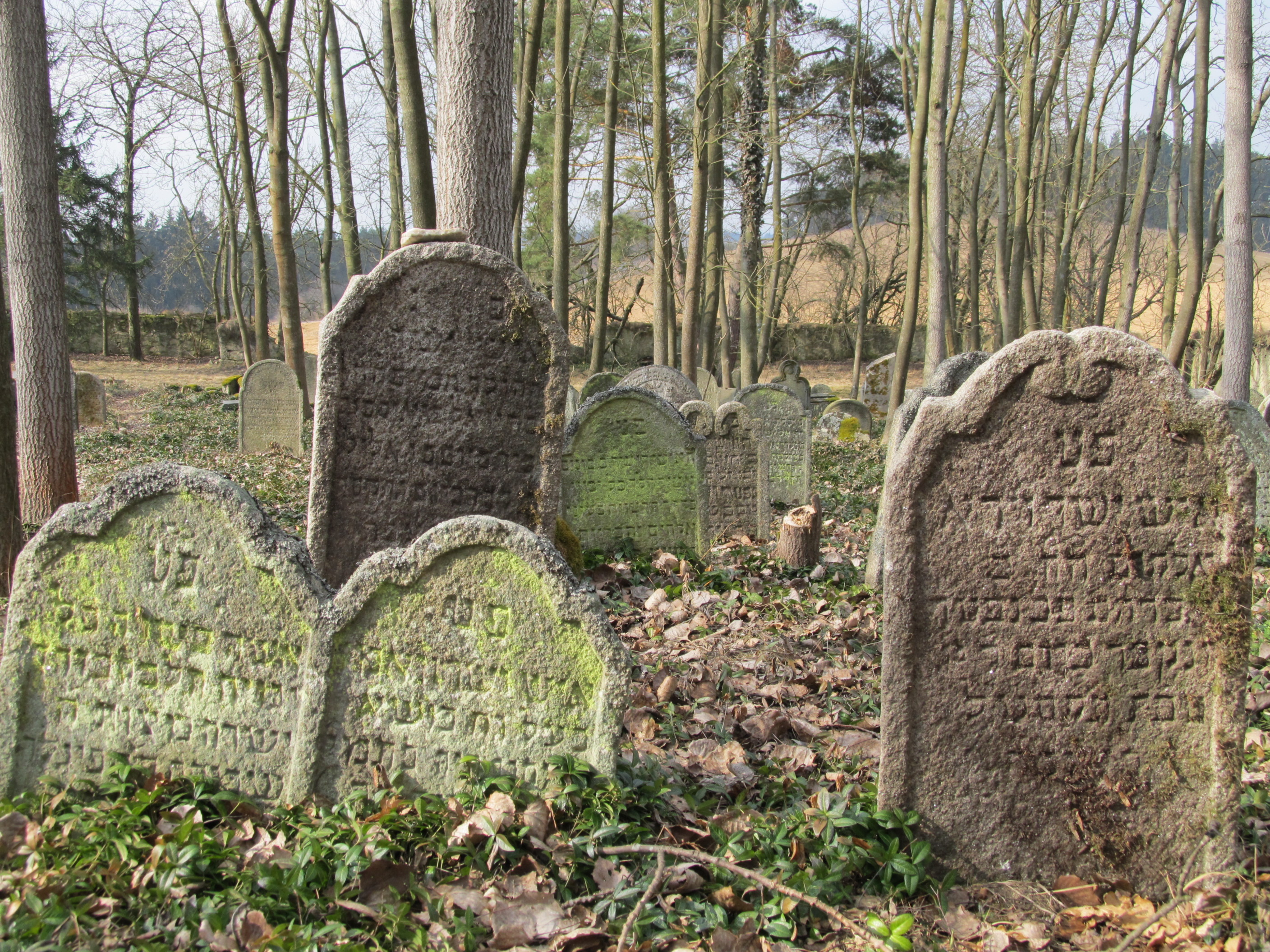
Grabsteine

Der Jüdische Friedhof in Telice (deutsch Dölitschen), einem Ortsteil der Gemeinde Prostiboř im Okres Tachov in Tschechien, wurde im 18. Jahrhundert angelegt. Der jüdische Friedhof ist seit 2010 ein geschütztes Kulturdenkmal.
Die jüdische Gemeinde in Telice löste sich um 1890/1900 auf. Der jüdische Friedhof am Ort wurde von den Juden in den kleinen Orten der Umgebung weiter benutzt.